# Рокфеллери (родина)
Рокфе́ллери (англ. Rockefeller; англійською перша буква «е» вимовляється: /ˈrɒkəfɛlər/) — американська сім'я промисловців, політиків і банкірів, одна з найбагатших сімей у світі. Своїм багатством зобов'язана нафтовому бізнесу, створеному в кінці XIX-початку XX століття, яким володіли Джон Рокфеллер і його брат Вільям Рокфеллер в основному через компанію Standard Oil. Іншою відомою компанією, контрольованою Рокфеллерами, був Chase Manhattan Bank. Сім'я вважається однією з найвпливовіших, якщо не найвпливовішою, в історії Сполучених Штатів Америки. Прізвище походить від назви німецького села Рокенфельд.

## Витоки
Один з родоначальників сім'ї Рокфеллерів був бізнесмен Вільям Рокфеллер-старший, що народився в Грейнджері (Нью-Йорк), в протестантській родині. У нього було шість дітей від першої дружини Елізи Девісон, найбільш відомими з яких стали нафтові магнати Джон Рокфеллер і Вільям Рокфеллер, засновники нафтової компанії Standard Oil. Джон Рокфеллер був побожним парафіянином Північної баптистської церкви і підтримував багато релігійних установ.

## Сімейні статки
Загальний розмір статків Рокфеллерів — вартість активів, інвестицій та особистих накопичень — ніколи не був відомий навіть приблизно. Записи про фінанси сім'ї в цілому і кожного члена окремо ніколи не розкривалися публіці або окремим дослідникам.
Спочатку багатством сім'ї завжди повністю розпоряджалися чоловіки. Жінки могли впливати на рішення, але їх втручання обмежувалося тільки порадами, в їх розпорядженні не було ані частки сімейних фінансів.
Велика частина капіталу зосереджена в сімейних трастових фондах, утворених в 1934 і 1952 роках, котрі знаходяться в управлінні Chase Bank, правонаступника Chase Manhattan Bank. Фонду належать акції компаній-наступників Standard Oil та інших диверсифікованих активів, а також нерухомість сім'ї. Контролює статки комітет фонду.
Управління інвестиціями здійснює холдинг Rockefeller Financial Services. З 2017 року його очолює Девід Рокфеллер-молодший.

## Члени сім'ї

### Предок
- Годфрі Льюїс Рокфеллер (1783–1857) Люсі Евері (1786–1867) (десятеро дітей)
  - Вільям Рокфеллер-старший (1810—1906) — Еліза Девісон (1813—1889)
    - Джон Девісон Рокфеллер (1839—1937) — син Вільяма Рокфеллера-старшого, одружений з Лорою Рокфеллер (1839—1915)
    - Вільям Рокфеллер-молодший (1841—1922) — син Вільяма Рокфеллера-старшого
    - Франклін Рокфеллер (1845—1917) — син Вільяма Рокфеллера-старшого, був одружений з Хелен Елізабет Скофілд

### Нащадки Джона Девісона Рокфеллера
- Елізабет Рокфеллер (1866—1906) — дочка Джона Д. Рокфеллера, одружена з Чарльзом Стронгом
  - Маргарет Рокфеллер Стронг (1897—1985) — дочка Елізабет Рокфеллер
- Альта Рокфеллер (1871—1962) — дочка Джона Д. Рокфеллера
  - Джон Рокфеллер Прентіс (1902—1972) — син Альти Рокфеллер
    - Абра Прентіс Вілкін (рід. 1942) — дочка Джона Рокфеллера-Прентіса
- Едіт Рокфеллер (1872—1932) — дочка Джона Д. Рокфеллера, одружена з Гарольдом Фаулером Маккорміком
- Джон Девісон Рокфеллер-Молодший (1874—1960) — син Джона Д. Рокфеллера, одружений з Еббі Олдріч (1874—1948)
  - Ебігейл Олдріч Рокфеллер (1903—1976) — дочка Джона Д. Рокфеллера-Молодшого
  - Джон Девісон Рокфеллер III (1906—1978) — син Джона Д. Рокфеллера-молодшого, одружений з Бланшетт Феррі Хуккер
    - Джон Девісон Рокфеллер IV (1937) — син Джона Д. Рокфеллера III, одружений з Шарон Персі
      - Джастін Олдріч Рокфеллер (1979) — син Джона Д. Рокфеллера IV

    - Хоуп Олдріч Рокфеллер (1946) — син Джона Д. Рокфеллера III
    - Аліда Рокфеллер Мессінджер (1949) — дочка Джона Д. Рокфеллера III

  - Нельсон Олдріч Рокфеллер (1908—1979) — син Джона Д. Рокфеллера-молодшого, 1-й шлюб — Мері Кларк Тодхантер, 2-й шлюб — Маргарет Фітлер
    - Родман Кларк Рокфеллер (1932—2000) — син Нельсона Олдріч-Рокфеллера
      - Міллі Рокфеллер (1955) — дочка Родмана Кларка Рокфеллера

    - Стівен Кларк Рокфеллер (1936) — син Нельсона Олдріча Рокфеллера
    - Майкл Кларк Рокфеллер (1938 — пред. 1961) — син Нельсона Олдріча Рокфеллера
    - Фітлер Марк Рокфеллер (1967) — син Нельсона Олдріча Рокфеллера

  - Лоранс Спелман Рокфеллер (1910—2004) — син Джона Д. Рокфеллера-молодшого, одружений з Марією Френч
    - Лаура Спелман Рокфеллер Хесін (1936) — дочка Лоранса Спелмана Рокфеллера
    - Маріон Френч Рокфеллер (1938) — дочка Лоранса Спелмана Рокфеллера
    - Доктор Люсі Рокфеллер (1941) — дочка Лоранса Спелмана Рокфеллера

  - Вінтроп Олдріч Рокфеллер (1912—1973) — син Джона Д. Рокфеллера-Молодшого
    - Вінтроп Пол Рокфеллер (1948—2006) — син Вінтропа Олдріча Рокфеллера

  - Девід Рокфеллер (1915—2017) — син Джона Д. Рокфеллера-Молодшого
    - Девід Рокфеллер-молодший (1941) — син Девіда Рокфеллера
    - Ебігейл Рокфеллер (1943) — дочка Девіда Рокфеллера
    - Нева Рокфеллер Гудвін (1944) — дочка Девіда Рокфеллера
    - Дулані Маргарет Рокфеллер (1947) — дочка Девіда Рокфеллера
    - Гілдер Річард Рокфеллер (1949—2014) — син Девіда Рокфеллера одружений з Ненсі Кінг
    - Ейлін Рокфеллер (1952) — дочка Девіда Рокфеллера